# 劳动英雄真理徽章
劳动英雄真理徽章是印度尼西亚共和国政府授予为印度尼西亚国家和民族做出巨大贡献的公民的荣誉标志。该荣誉徽章于1962年设立。劳动英雄真理徽章也可在死后追授。除印尼公民外，符合条件的外国公民也可获得此荣誉标志。